# Konventionen om privat arbetsförmedling
Konventionen om privat arbetsförmedling (ILO:s konvention nr 181 om privat arbetsförmedling, Private Employment Agencies Convention) är en konvention som antogs av Internationella arbetsorganisationen (ILO) den 19 juni 1997. Konventionen regler villkoren för bemanningsföretag och privata arbetsförmedlingar, skyddar föreningsrätten och förbjuder dessa företag att ta direkta och indirekta avgifter av arbetssökande.
I juli 2014 hade 28 av ILO:s 183 medlemsstater ratificerat konventionen.